# WTA Tour 2012
WTA Tour 2012 – sezon profesjonalnych kobiecych turniejów tenisowych organizowanych przez Women’s Tennis Association w 2012 roku. WTA Tour 2012 obejmował turnieje wielkoszlemowe (organizowane przez International Tennis Federation), turnieje rangi Premier Series, turnieje rangi International Series, Puchar Federacji (organizowane przez ITF), zawody WTA Tournament of Champions, mistrzostwa WTA Tour Championships oraz Letnie Igrzyska Olimpijskie 2012 (organizowane przez ITF).

## Klasyfikacja turniejów
| Igrzyska olimpijskie |
| Wielki Szlem         |
| Turniej Mistrzyń     |
| Premier Mandatory    |
| Premier 5            |
| Premier Series       |
| International Series |

## Styczeń
| Data        | Turniej                                                   | Zwyciężczynie                                 | Wynik                | Finalistki                       | Półfinalistki                         | Ćwierćfinalistki                                                        |
| ----------- | --------------------------------------------------------- | --------------------------------------------- | -------------------- | -------------------------------- | ------------------------------------- | ----------------------------------------------------------------------- |
| 1 stycznia  | Brisbane International Brisbane Premier Series            | Kaia Kanepi                                   | 6:2, 6:1             | Daniela Hantuchová               | Kim Clijsters Francesca Schiavone     | Iveta Benešová Jelena Janković Andrea Petković Serena Williams          |
| 1 stycznia  | Brisbane International Brisbane Premier Series            | Nuria Llagostera Vives Arantxa Parra Santonja | 7:6(2), 7:6(2)       | Raquel Kops-Jones Abigail Spears | Kim Clijsters Francesca Schiavone     | Iveta Benešová Jelena Janković Andrea Petković Serena Williams          |
| 2 stycznia  | ASB Classic Auckland International Series                 | Zheng Jie                                     | 2:6, 6:3, 2:0 krecz  | Flavia Pennetta                  | Angelique Kerber Swietłana Kuzniecowa | Sara Errani Lucie Hradecká Sabine Lisicki Jelena Wiesnina               |
| 2 stycznia  | ASB Classic Auckland International Series                 | Andrea Hlaváčková Lucie Hradecká              | 6:7(2), 6:2, 10-7    | Julia Görges Flavia Pennetta     | Angelique Kerber Swietłana Kuzniecowa | Sara Errani Lucie Hradecká Sabine Lisicki Jelena Wiesnina               |
| 9 stycznia  | Apia International Sydney Sydney Premier Series           | Wiktoryja Azaranka                            | 6:2, 1:6, 6:3        | Li Na                            | Petra Kvitová Agnieszka Radwańska     | Marion Bartoli Daniela Hantuchová Lucie Šafářová Caroline Wozniacki     |
| 9 stycznia  | Apia International Sydney Sydney Premier Series           | Květa Peschke Katarina Srebotnik              | 6:1, 4:6, 13-11      | Liezel Huber Lisa Raymond        | Petra Kvitová Agnieszka Radwańska     | Marion Bartoli Daniela Hantuchová Lucie Šafářová Caroline Wozniacki     |
| 9 stycznia  | Moorilla Hobart International Hobart International Series | Mona Barthel                                  | 6:1, 6:2             | Yanina Wickmayer                 | Angelique Kerber Szachar Pe’er        | Sorana Cîrstea Anna Czakwetadze Jarmila Gajdošová Simona Halep          |
| 9 stycznia  | Moorilla Hobart International Hobart International Series | Irina-Camelia Begu Monica Niculescu           | 6:7(4), 7:6(4), 10-5 | Chuang Chia-jung Marina Erakovic | Angelique Kerber Szachar Pe’er        | Sorana Cîrstea Anna Czakwetadze Jarmila Gajdošová Simona Halep          |
| 16 stycznia | Australian Open Melbourne Wielki Szlem                    | Wiktoryja Azaranka                            | 6:3, 6:0             | Marija Szarapowa                 | Kim Clijsters Petra Kvitová           | Sara Errani Jekatierina Makarowa Agnieszka Radwańska Caroline Wozniacki |
| 16 stycznia | Australian Open Melbourne Wielki Szlem                    | Swietłana Kuzniecowa Wiera Zwonariowa         | 5:7, 6:4, 6:3        | Sara Errani Roberta Vinci        | Kim Clijsters Petra Kvitová           | Sara Errani Jekatierina Makarowa Agnieszka Radwańska Caroline Wozniacki |

## Luty
| Data      | Turniej                                                   | Zwyciężczynie                    | Wynik               | Finalistki                                    | Półfinalistki                      | Ćwierćfinalistki                                                                     |
| --------- | --------------------------------------------------------- | -------------------------------- | ------------------- | --------------------------------------------- | ---------------------------------- | ------------------------------------------------------------------------------------ |
| 6 lutego  | Open GDF Suez Paryż Premier Series                        | Angelique Kerber                 | 7:6(3), 5:7, 6:3    | Marion Bartoli                                | Yanina Wickmayer Klára Zakopalová  | Mona Barthel Julia Görges Marija Szarapowa Roberta Vinci                             |
| 6 lutego  | Open GDF Suez Paryż Premier Series                        | Liezel Huber Lisa Raymond        | 7:6(3), 6:1         | Anna-Lena Grönefeld Petra Martić              | Yanina Wickmayer Klára Zakopalová  | Mona Barthel Julia Görges Marija Szarapowa Roberta Vinci                             |
| 6 lutego  | PTT Pattaya Open Pattaya International Series             | Daniela Hantuchová               | 6:7(4), 6:3, 6:3    | Marija Kirilenko                              | Sorana Cîrstea Hsieh Su-wei        | Vania King Sania Mirza Tamarine Tanasugarn Wiera Zwonariowa                          |
| 6 lutego  | PTT Pattaya Open Pattaya International Series             | Sania Mirza Anastasija Rodionowa | 3:6, 6:1, 10-8      | Chan Hao-ching Chan Yung-jan                  | Sorana Cîrstea Hsieh Su-wei        | Vania King Sania Mirza Tamarine Tanasugarn Wiera Zwonariowa                          |
| 13 lutego | Qatar Total Open Doha Premier 5                           | Wiktoryja Azaranka               | 6:1, 6:2            | Samantha Stosur                               | Marion Bartoli Agnieszka Radwańska | Christina McHale Monica Niculescu Lucie Šafářová Yanina Wickmayer                    |
| 13 lutego | Qatar Total Open Doha Premier 5                           | Liezel Huber Lisa Raymond        | 6:3, 6:1            | Raquel Kops-Jones Abigail Spears              | Marion Bartoli Agnieszka Radwańska | Christina McHale Monica Niculescu Lucie Šafářová Yanina Wickmayer                    |
| 13 lutego | XX Copa BBVA-Colsanitas Bogota International Series       | Lara Arruabarrena                | 6:2, 7:5            | Aleksandra Panowa                             | Tímea Babos Edina Gallovits-Hall   | Mariana Duque Mariño Karin Knapp Paula Ormaechea Jarosława Szwiedowa                 |
| 13 lutego | XX Copa BBVA-Colsanitas Bogota International Series       | Eva Birnerová Aleksandra Panowa  | 6:2, 6:2            | Mandy Minella Stefanie Vögele                 | Tímea Babos Edina Gallovits-Hall   | Mariana Duque Mariño Karin Knapp Paula Ormaechea Jarosława Szwiedowa                 |
| 20 lutego | Dubai Duty Free Tennis Championships Dubaj Premier Series | Agnieszka Radwańska              | 7:5, 6:4            | Julia Görges                                  | Jelena Janković Caroline Wozniacki | Daniela Hantuchová Ana Ivanović Sabine Lisicki Samantha Stosur                       |
| 20 lutego | Dubai Duty Free Tennis Championships Dubaj Premier Series | Liezel Huber Lisa Raymond        | 6:2, 6:1            | Sania Mirza Jelena Wiesnina                   | Jelena Janković Caroline Wozniacki | Daniela Hantuchová Ana Ivanović Sabine Lisicki Samantha Stosur                       |
| 20 lutego | Whirlpool Monterrey Open Monterrey International Series   | Tímea Babos                      | 6:4, 6:4            | Alexandra Cadanțu                             | Gréta Arn Sara Errani              | Nina Bratczikowa Lourdes Domínguez Lino Patricia Mayr-Achleitner Mandy Minella       |
| 20 lutego | Whirlpool Monterrey Open Monterrey International Series   | Sara Errani Roberta Vinci        | 6:2, 7:6(6)         | Kimiko Date-Krumm Zhang Shuai                 | Gréta Arn Sara Errani              | Nina Bratczikowa Lourdes Domínguez Lino Patricia Mayr-Achleitner Mandy Minella       |
| 20 lutego | Memphis International Memphis International Series        | Sofia Arvidsson                  | 6:3, 6:4            | Marina Erakovic                               | Alberta Brianti Wiera Duszewina    | Łesia Curenko Stéphanie Foretz Gacon Michaëlla Krajicek Varvara Lepchenko            |
| 20 lutego | Memphis International Memphis International Series        | Andrea Hlaváčková Lucie Hradecká | 6:3, 6:4            | Wiera Duszewina Wolha Hawarcowa               | Alberta Brianti Wiera Duszewina    | Łesia Curenko Stéphanie Foretz Gacon Michaëlla Krajicek Varvara Lepchenko            |
| 27 lutego | Abierto Mexicano TELCEL Acapulco International Series     | Sara Errani                      | 5:7, 7:6(2), 6:0    | Flavia Pennetta                               | Irina-Camelia Begu Roberta Vinci   | Estrella Cabeza Candela Mariana Duque Mariño Michaëlla Krajicek Magdaléna Rybáriková |
| 27 lutego | Abierto Mexicano TELCEL Acapulco International Series     | Sara Errani Roberta Vinci        | 6:2, 6:1            | Lourdes Domínguez Lino Arantxa Parra Santonja | Irina-Camelia Begu Roberta Vinci   | Estrella Cabeza Candela Mariana Duque Mariño Michaëlla Krajicek Magdaléna Rybáriková |
| 27 lutego | BMW Malaysian Open Kuala Lumpur International Series      | Hsieh Su-wei                     | 2:6, 7:5, 4:1 krecz | Petra Martić                                  | Eleni Daniilidu Jelena Janković    | Ayumi Morita Peng Shuai Agnieszka Radwańska Olivia Rogowska                          |
| 27 lutego | BMW Malaysian Open Kuala Lumpur International Series      | Chang Kai-chen Chuang Chia-jung  | 7:5, 6:4            | Chan Hao-ching Rika Fujiwara                  | Eleni Daniilidu Jelena Janković    | Ayumi Morita Peng Shuai Agnieszka Radwańska Olivia Rogowska                          |

## Marzec
| Data     | Turniej                                         | Zwyciężczynie                      | Wynik             | Finalistki                  | Półfinalistki                     | Ćwierćfinalistki                                          |
| -------- | ----------------------------------------------- | ---------------------------------- | ----------------- | --------------------------- | --------------------------------- | --------------------------------------------------------- |
| 7 marca  | BNP Paribas Open Indian Wells Premier Mandatory | Wiktoryja Azaranka                 | 6:2, 6:3          | Marija Szarapowa            | Ana Ivanović Angelique Kerber     | Marion Bartoli Marija Kirilenko Li Na Agnieszka Radwańska |
| 7 marca  | BNP Paribas Open Indian Wells Premier Mandatory | Liezel Huber Lisa Raymond          | 6:2, 6:3          | Sania Mirza Jelena Wiesnina | Ana Ivanović Angelique Kerber     | Marion Bartoli Marija Kirilenko Li Na Agnieszka Radwańska |
| 19 marca | Sony Ericsson Open Miami Premier Mandatory      | Agnieszka Radwańska                | 7:5, 6:4          | Marija Szarapowa            | Marion Bartoli Caroline Wozniacki | Wiktoryja Azaranka Li Na Serena Williams Venus Williams   |
| 19 marca | Sony Ericsson Open Miami Premier Mandatory      | Marija Kirilenko Nadieżda Pietrowa | 7:6(0), 4:6, 10-4 | Sara Errani Roberta Vinci   | Marion Bartoli Caroline Wozniacki | Wiktoryja Azaranka Li Na Serena Williams Venus Williams   |

## Kwiecień
| Data        | Turniej                                                              | Zwyciężczynie                             | Wynik             | Finalistki                                  | Półfinalistki                       | Ćwierćfinalistki                                                            |
| ----------- | -------------------------------------------------------------------- | ----------------------------------------- | ----------------- | ------------------------------------------- | ----------------------------------- | --------------------------------------------------------------------------- |
| 2 kwietnia  | Family Circle Cup Charleston Premier Series                          | Serena Williams                           | 6:0, 6:1          | Lucie Šafářová                              | Polona Hercog Samantha Stosur       | Sabine Lisicki Nadieżda Pietrowa Venus Williams Wiera Zwonariowa            |
| 2 kwietnia  | Family Circle Cup Charleston Premier Series                          | Anastasija Pawluczenkowa Lucie Šafářová   | 5:7, 6:4, 10-6    | Anabel Medina Garrigues Jarosława Szwiedowa | Polona Hercog Samantha Stosur       | Sabine Lisicki Nadieżda Pietrowa Venus Williams Wiera Zwonariowa            |
| 9 kwietnia  | e-Boks Open Kopenhaga International Series                           | Angelique Kerber                          | 6:4, 6:4          | Caroline Wozniacki                          | Jelena Janković Petra Martić        | Mona Barthel Alizé Cornet Bojana Jovanovski Kaia Kanepi                     |
| 9 kwietnia  | e-Boks Open Kopenhaga International Series                           | Kimiko Date-Krumm Rika Fujiwara           | 6:2, 4:6, 10-5    | Sofia Arvidsson Kaia Kanepi                 | Jelena Janković Petra Martić        | Mona Barthel Alizé Cornet Bojana Jovanovski Kaia Kanepi                     |
| 9 kwietnia  | Barcelona Ladies Open Barcelona International Series                 | Sara Errani                               | 6:2, 6:2          | Dominika Cibulková                          | Sorana Cîrstea Carla Suárez Navarro | Julija Bejhelzimer Wolha Hawarcowa Julia Görges Simona Halep                |
| 9 kwietnia  | Barcelona Ladies Open Barcelona International Series                 | Sara Errani Roberta Vinci                 | 6:0, 6:2          | Flavia Pennetta Francesca Schiavone         | Sorana Cîrstea Carla Suárez Navarro | Julija Bejhelzimer Wolha Hawarcowa Julia Görges Simona Halep                |
| 23 kwietnia | Porsche Tennis Grand Prix Stuttgart Premier Series                   | Marija Szarapowa                          | 6:1, 6:4          | Wiktoryja Azaranka                          | Petra Kvitová Agnieszka Radwańska   | Mona Barthel Angelique Kerber Li Na Samantha Stosur                         |
| 23 kwietnia | Porsche Tennis Grand Prix Stuttgart Premier Series                   | Iveta Benešová Barbora Záhlavová-Strýcová | 7:5, 6:4          | Julia Görges Anna-Lena Grönefeld            | Petra Kvitová Agnieszka Radwańska   | Mona Barthel Angelique Kerber Li Na Samantha Stosur                         |
| 23 kwietnia | Grand Prix de SAR La Princesse Lalla Meryem Fez International Series | Kiki Bertens                              | 7:5, 6:0          | Laura Pous Tió                              | Simona Halep Mathilde Johansson     | Irina-Camelia Begu Petra Cetkovská Anabel Medina Garrigues Garbiñe Muguruza |
| 23 kwietnia | Grand Prix de SAR La Princesse Lalla Meryem Fez International Series | Petra Cetkovská Aleksandra Panowa         | 3:6, 7:6(5), 11-9 | Irina-Camelia Begu Alexandra Cadanțu        | Simona Halep Mathilde Johansson     | Irina-Camelia Begu Petra Cetkovská Anabel Medina Garrigues Garbiñe Muguruza |
| 30 kwietnia | Estoril Open Estoril International Series                            | Kaia Kanepi                               | 3:6, 7:6(6), 6:4  | Carla Suárez Navarro                        | Karin Knapp Roberta Vinci           | Petra Cetkovská Nadieżda Pietrowa Sílvia Soler Espinosa Galina Woskobojewa  |
| 30 kwietnia | Estoril Open Estoril International Series                            | Chuang Chia-jung Zhang Shuai              | 4:6, 6:1, 11-9    | Jarosława Szwiedowa Galina Woskobojewa      | Karin Knapp Roberta Vinci           | Petra Cetkovská Nadieżda Pietrowa Sílvia Soler Espinosa Galina Woskobojewa  |
| 30 kwietnia | Budapest Grand Prix Budapeszt International Series                   | Sara Errani                               | 7:5, 6:4          | Jelena Wiesnina                             | Marina Erakovic Ana Tatiszwili      | Alberta Brianti Petra Martić Aleksandra Wozniak Barbora Záhlavová-Strýcová  |
| 30 kwietnia | Budapest Grand Prix Budapeszt International Series                   | Janette Husárová Magdaléna Rybáriková     | 6:4, 6:2          | Eva Birnerová Michaëlla Krajicek            | Marina Erakovic Ana Tatiszwili      | Alberta Brianti Petra Martić Aleksandra Wozniak Barbora Záhlavová-Strýcová  |

## Maj
| Data    | Turniej                                                     | Zwyciężczynie                        | Wynik             | Finalistki                           | Półfinalistki                      | Ćwierćfinalistki                                                           |
| ------- | ----------------------------------------------------------- | ------------------------------------ | ----------------- | ------------------------------------ | ---------------------------------- | -------------------------------------------------------------------------- |
| 5 maja  | Mutua Madrid Open Madryt Premier Mandatory                  | Serena Williams                      | 6:1, 6:3          | Wiktoryja Azaranka                   | Lucie Hradecká Agnieszka Radwańska | Varvara Lepchenko Li Na Samantha Stosur Marija Szarapowa                   |
| 5 maja  | Mutua Madrid Open Madryt Premier Mandatory                  | Sara Errani Roberta Vinci            | 6:1, 3:6, 10-4    | Jekatierina Makarowa Jelena Wiesnina | Lucie Hradecká Agnieszka Radwańska | Varvara Lepchenko Li Na Samantha Stosur Marija Szarapowa                   |
| 14 maja | Internazionali BNL d’Italia Rzym Premier 5                  | Marija Szarapowa                     | 4:6, 6:4, 7:6(5)  | Li Na                                | Angelique Kerber Serena Williams   | Dominika Cibulková Petra Kvitová Flavia Pennetta Venus Williams            |
| 14 maja | Internazionali BNL d’Italia Rzym Premier 5                  | Sara Errani Roberta Vinci            | 6:2, 7:5          | Jekatierina Makarowa Jelena Wiesnina | Angelique Kerber Serena Williams   | Dominika Cibulková Petra Kvitová Flavia Pennetta Venus Williams            |
| 21 maja | Brussels Open Bruksela Premier Series                       | Agnieszka Radwańska                  | 7:5, 6:0          | Simona Halep                         | Sofia Arvidsson Kaia Kanepi        | Dominika Cibulková Cwetana Pironkowa Urszula Radwańska Alison Van Uytvanck |
| 21 maja | Brussels Open Bruksela Premier Series                       | Bethanie Mattek-Sands Sania Mirza    | 6:3, 6:2          | Alicja Rosolska Zheng Jie            | Sofia Arvidsson Kaia Kanepi        | Dominika Cibulková Cwetana Pironkowa Urszula Radwańska Alison Van Uytvanck |
| 21 maja | Internationaux de Strasbourg Strasburg International Series | Francesca Schiavone                  | 6:4, 6:4          | Alizé Cornet                         | Pauline Parmentier Sloane Stephens | Johanna Larsson Anabel Medina Garrigues Ayumi Morita Aleksandra Panowa     |
| 21 maja | Internationaux de Strasbourg Strasburg International Series | Wolha Hawarcowa Klaudia Jans-Ignacik | 6:7(4), 6:3, 10-3 | Natalie Grandin Vladimíra Uhlířová   | Pauline Parmentier Sloane Stephens | Johanna Larsson Anabel Medina Garrigues Ayumi Morita Aleksandra Panowa     |
| 28 maja | Roland Garros Paryż Wielki Szlem                            | Marija Szarapowa                     | 6:3, 6:2          | Sara Errani                          | Petra Kvitová Samantha Stosur      | Dominika Cibulková Kaia Kanepi Angelique Kerber Jarosława Szwiedowa        |
| 28 maja | Roland Garros Paryż Wielki Szlem                            | Sara Errani Roberta Vinci            | 4:6, 6:4, 6:2     | Marija Kirilenko Nadieżda Pietrowa   | Petra Kvitová Samantha Stosur      | Dominika Cibulková Kaia Kanepi Angelique Kerber Jarosława Szwiedowa        |

## Czerwiec
| Data       | Turniej                                                    | Zwyciężczynie                                      | Wynik             | Finalistki                         | Półfinalistki                       | Ćwierćfinalistki                                                               |
| ---------- | ---------------------------------------------------------- | -------------------------------------------------- | ----------------- | ---------------------------------- | ----------------------------------- | ------------------------------------------------------------------------------ |
| 11 czerwca | AEGON Classic Birmingham International Series              | Melanie Oudin                                      | 6:4, 6:2          | Jelena Janković                    | Jekatierina Makarowa Zheng Jie      | Hsieh Su-wei Roberta Vinci Misaki Doi Irina Falconi                            |
| 11 czerwca | AEGON Classic Birmingham International Series              | Tímea Babos Hsieh Su-wei                           | 7:5, 6:7(2), 10-8 | Liezel Huber Lisa Raymond          | Jekatierina Makarowa Zheng Jie      | Hsieh Su-wei Roberta Vinci Misaki Doi Irina Falconi                            |
| 11 czerwca | Nürnberger Gastein Ladies Bad Gastein International Series | Alizé Cornet                                       | 7:5, 7:6(1)       | Yanina Wickmayer                   | Mandy Minella Ksienija Pierwak      | Estrella Cabeza Candela Johanna Larsson Yvonne Meusburger Chichi Scholl        |
| 11 czerwca | Nürnberger Gastein Ladies Bad Gastein International Series | Jill Craybas Julia Görges                          | 6:7(4), 6:4, 11-9 | Anna-Lena Grönefeld Petra Martić   | Mandy Minella Ksienija Pierwak      | Estrella Cabeza Candela Johanna Larsson Yvonne Meusburger Chichi Scholl        |
| 18 czerwca | AEGON International Eastbourne Premier Series              | Tamira Paszek                                      | 5:7, 6:3, 7:5     | Angelique Kerber                   | Marion Bartoli Klára Zakopalová     | Jekatierina Makarowa Anastasija Pawluczenkowa Cwetana Pironkowa Lucie Šafářová |
| 18 czerwca | AEGON International Eastbourne Premier Series              | Nuria Llagostera Vives María José Martínez Sánchez | 6:4, krecz        | Liezel Huber Lisa Raymond          | Marion Bartoli Klára Zakopalová     | Jekatierina Makarowa Anastasija Pawluczenkowa Cwetana Pironkowa Lucie Šafářová |
| 18 czerwca | UNICEF Open ’s-Hertogenbosch International Series          | Nadieżda Pietrowa                                  | 6:4, 6:3          | Urszula Radwańska                  | Kim Clijsters Kirsten Flipkens      | Sofia Arvidsson Dominika Cibulková Francesca Schiavone Roberta Vinci           |
| 18 czerwca | UNICEF Open ’s-Hertogenbosch International Series          | Sara Errani Roberta Vinci                          | 6:4, 3:6, 11-9    | Marija Kirilenko Nadieżda Pietrowa | Kim Clijsters Kirsten Flipkens      | Sofia Arvidsson Dominika Cibulková Francesca Schiavone Roberta Vinci           |
| 25 czerwca | Wimbledon Londyn Wielki Szlem                              | Serena Williams                                    | 6:1, 5:7, 6:2     | Agnieszka Radwańska                | Wiktoryja Azaranka Angelique Kerber | Marija Kirilenko Petra Kvitová Sabine Lisicki Tamira Paszek                    |
| 25 czerwca | Wimbledon Londyn Wielki Szlem                              | Serena Williams Venus Williams                     | 7:5, 6:4          | Andrea Hlaváčková Lucie Hradecká   | Wiktoryja Azaranka Angelique Kerber | Marija Kirilenko Petra Kvitová Sabine Lisicki Tamira Paszek                    |

## Lipiec
| Data     | Turniej                                          | Zwyciężczynie                              | Wynik          | Finalistki                        | Półfinalistki                   | Ćwierćfinalistki                                                            |
| -------- | ------------------------------------------------ | ------------------------------------------ | -------------- | --------------------------------- | ------------------------------- | --------------------------------------------------------------------------- |
| 9 lipca  | Bank of the West Classic Stanford Premier Series | Serena Williams                            | 7:5, 6:3       | Coco Vandeweghe                   | Sorana Cîrstea Yanina Wickmayer | Marion Bartoli Dominika Cibulková Urszula Radwańska Chanelle Scheepers      |
| 9 lipca  | Bank of the West Classic Stanford Premier Series | Marina Erakovic Heather Watson             | 7:5, 7:6(7)    | Jarmila Gajdošová Vania King      | Sorana Cîrstea Yanina Wickmayer | Marion Bartoli Dominika Cibulková Urszula Radwańska Chanelle Scheepers      |
| 9 lipca  | XXV Italiacom Open Palermo International Series  | Sara Errani                                | 6:1, 6:3       | Barbora Záhlavová-Strýcová        | Irina-Camelia Begu Laura Robson | Alexandra Cadanțu Estrella Cabeza Candela Julia Görges Carla Suárez Navarro |
| 9 lipca  | XXV Italiacom Open Palermo International Series  | Renata Voráčová Barbora Záhlavová-Strýcová | 7:6(5), 6:4    | Darija Jurak Katalin Marosi       | Irina-Camelia Begu Laura Robson | Alexandra Cadanțu Estrella Cabeza Candela Julia Görges Carla Suárez Navarro |
| 16 lipca | Mercury Insurance Open Carlsbad Premier Series   | Dominika Cibulková                         | 6:1, 7:5       | Marion Bartoli                    | Chan Yung-jan Nadieżda Pietrowa | Jelena Janković Varvara Lepchenko Christina McHale Urszula Radwańska        |
| 16 lipca | Mercury Insurance Open Carlsbad Premier Series   | Raquel Kops-Jones Abigail Spears           | 6:2, 6:4       | Vania King Nadieżda Pietrowa      | Chan Yung-jan Nadieżda Pietrowa | Jelena Janković Varvara Lepchenko Christina McHale Urszula Radwańska        |
| 16 lipca | Sony Swedish Open Båstad International Series    | Polona Hercog                              | 0:6, 6:4, 7:5  | Mathilde Johansson                | Mona Barthel Johanna Larsson    | Sofia Arvidsson Anastasija Pawluczenkowa Cwetana Pironkowa Klára Zakopalová |
| 16 lipca | Sony Swedish Open Båstad International Series    | Catalina Castaño Mariana Duque Mariño      | 4:6, 7:5, 10-5 | Eva Hrdinová Mervana Jugić-Salkić | Mona Barthel Johanna Larsson    | Sofia Arvidsson Anastasija Pawluczenkowa Cwetana Pironkowa Klára Zakopalová |
| 23 lipca | Baku Cup Baku International Series               | Bojana Jovanovski                          | 6:3, 6:1       | Julia Cohen                       | Aleksandra Panowa Olga Puczkowa | Nina Bratczikowa Aleksandra Krunić Mandy Minella Magdaléna Rybáriková       |
| 23 lipca | Baku Cup Baku International Series               | Iryna Buriaczok Walerija Sołowjowa         | 6:3, 6:2       | Alberta Brianti Eva Birnerová     | Aleksandra Panowa Olga Puczkowa | Nina Bratczikowa Aleksandra Krunić Mandy Minella Magdaléna Rybáriková       |
| 30 lipca | Citi Open Waszyngton International Series        | Magdaléna Rybáriková                       | 6:1, 6:1       | Anastasija Pawluczenkowa          | Vania King Sloane Stephens      | Eugenie Bouchard Chang Kai-chen Jana Čepelová Coco Vandeweghe               |
| 30 lipca | Citi Open Waszyngton International Series        | Shūko Aoyama Chang Kai-chen                | 7:5, 6:2       | Irina Falconi Chanelle Scheepers  | Vania King Sloane Stephens      | Eugenie Bouchard Chang Kai-chen Jana Čepelová Coco Vandeweghe               |

| Data     | Turniej                                                      | Złoty medal                    | Wynik          | Srebrny medal                    | Brązowy medal                      | Wynik          | Czwarte miejsce                |
| 28 lipca | Letnie Igrzyska Olimpijskie 2012 Londyn Igrzyska olimpijskie | Serena Williams                | 6:0, 6:1       | Marija Szarapowa                 | Wiktoryja Azaranka                 | 6:3, 6:4       | Marija Kirilenko               |
| 28 lipca | Letnie Igrzyska Olimpijskie 2012 Londyn Igrzyska olimpijskie | Serena Williams Venus Williams | 6:4, 6:4       | Andrea Hlaváčková Lucie Hradecká | Marija Kirilenko Nadieżda Pietrowa | 4:6, 6:4, 6:1  | Liezel Huber Lisa Raymond      |
| 28 lipca | Letnie Igrzyska Olimpijskie 2012 Londyn Igrzyska olimpijskie | Wiktoryja Azaranka Maks Mirny  | 2:6, 6:3, 10-8 | Laura Robson Andy Murray         | Lisa Raymond Mike Bryan            | 6:3, 4:6, 10-4 | Sabine Lisicki Christopher Kas |

## Sierpień
| Data        | Turniej                                         | Zwyciężczynie                            | Wynik          | Finalistki                           | Półfinalistki                     | Ćwierćfinalistki                                                             |
| ----------- | ----------------------------------------------- | ---------------------------------------- | -------------- | ------------------------------------ | --------------------------------- | ---------------------------------------------------------------------------- |
| 6 sierpnia  | Rogers Cup Montreal Premier 5                   | Petra Kvitová                            | 7:5, 2:6, 6:3  | Li Na                                | Lucie Šafářová Caroline Wozniacki | Tamira Paszek Agnieszka Radwańska Roberta Vinci Aleksandra Wozniak           |
| 6 sierpnia  | Rogers Cup Montreal Premier 5                   | Klaudia Jans-Ignacik Kristina Mladenovic | 7:5, 2:6, 10-7 | Nadieżda Pietrowa Katarina Srebotnik | Lucie Šafářová Caroline Wozniacki | Tamira Paszek Agnieszka Radwańska Roberta Vinci Aleksandra Wozniak           |
| 13 sierpnia | Western & Southern Open Cincinnati Premier 5    | Li Na                                    | 1:6, 6:3, 6:1  | Angelique Kerber                     | Petra Kvitová Venus Williams      | Anastasija Pawluczenkowa Agnieszka Radwańska Samantha Stosur Serena Williams |
| 13 sierpnia | Western & Southern Open Cincinnati Premier 5    | Andrea Hlaváčková Lucie Hradecká         | 6:1, 6:3       | Katarina Srebotnik Zheng Jie         | Petra Kvitová Venus Williams      | Anastasija Pawluczenkowa Agnieszka Radwańska Samantha Stosur Serena Williams |
| 20 sierpnia | New Haven Open at Yale New Haven Premier Series | Petra Kvitová                            | 7:6(9), 7:5    | Marija Kirilenko                     | Sara Errani Caroline Wozniacki    | Marion Bartoli Dominika Cibulková Wolha Hawarcowa Lucie Šafářová             |
| 20 sierpnia | New Haven Open at Yale New Haven Premier Series | Liezel Huber Lisa Raymond                | 4:6, 6:0, 10-4 | Andrea Hlaváčková Lucie Hradecká     | Sara Errani Caroline Wozniacki    | Marion Bartoli Dominika Cibulková Wolha Hawarcowa Lucie Šafářová             |
| 20 sierpnia | Texas Tennis Open Dallas International Series   | Roberta Vinci                            | 7:5, 6:3       | Jelena Janković                      | Casey Dellacqua Bojana Jovanovski | Sorana Cîrstea Peng Shuai Chanelle Scheepers Aleksandra Wozniak              |
| 20 sierpnia | Texas Tennis Open Dallas International Series   | Marina Erakovic Heather Watson           | 6:3, 6:0       | Līga Dekmeijere Irina Falconi        | Casey Dellacqua Bojana Jovanovski | Sorana Cîrstea Peng Shuai Chanelle Scheepers Aleksandra Wozniak              |
| 27 sierpnia | US Open Nowy Jork Wielki Szlem                  | Serena Williams                          | 6:2, 2:6, 7:5  | Wiktoryja Azaranka                   | Sara Errani Marija Szarapowa      | Marion Bartoli Ana Ivanović Samantha Stosur Roberta Vinci                    |
| 27 sierpnia | US Open Nowy Jork Wielki Szlem                  | Sara Errani Roberta Vinci                | 6:4, 6:2       | Andrea Hlaváčková Lucie Hradecká     | Sara Errani Marija Szarapowa      | Marion Bartoli Ana Ivanović Samantha Stosur Roberta Vinci                    |

## Wrzesień
| Data        | Turniej                                                                      | Zwyciężczynie                        | Wynik                | Finalistki                         | Półfinalistki                          | Ćwierćfinalistki                                                         |
| ----------- | ---------------------------------------------------------------------------- | ------------------------------------ | -------------------- | ---------------------------------- | -------------------------------------- | ------------------------------------------------------------------------ |
| 10 września | Taskhent Open Taszkent International Series                                  | Irina-Camelia Begu                   | 6:4, 6:4             | Donna Vekić                        | Eva Birnerová Urszula Radwańska        | Alexandra Cadanțu Bojana Jovanovski Aleksandra Panowa Galina Woskobojewa |
| 10 września | Taskhent Open Taszkent International Series                                  | Paula Kania Palina Piechawa          | 6:2, krecz           | Anna Czakwetadze Wiesna Dołonc     | Eva Birnerová Urszula Radwańska        | Alexandra Cadanțu Bojana Jovanovski Aleksandra Panowa Galina Woskobojewa |
| 10 września | Bell Challenge Quebec International Series                                   | Kirsten Flipkens                     | 6:1, 7:5             | Lucie Hradecká                     | Mona Barthel Kristina Mladenovic       | Lauren Davis Melanie Oudin Ana Tatiszwili Barbora Záhlavová-Strýcová     |
| 10 września | Bell Challenge Quebec International Series                                   | Tatjana Malek Kristina Mladenovic    | 7:6(5), 6:7(6), 10-7 | Alicja Rosolska Heather Watson     | Mona Barthel Kristina Mladenovic       | Lauren Davis Melanie Oudin Ana Tatiszwili Barbora Záhlavová-Strýcová     |
| 17 września | KDB Korea Open Seul International Series                                     | Caroline Wozniacki                   | 6:1, 6:0             | Kaia Kanepi                        | Varvara Lepchenko Jekatierina Makarowa | Kiki Bertens María José Martínez Sánchez Tamira Paszek Klára Zakopalová  |
| 17 września | KDB Korea Open Seul International Series                                     | Raquel Kops-Jones Abigail Spears     | 2:6, 6:2, 10-8       | Akgul Amanmuradova Vania King      | Varvara Lepchenko Jekatierina Makarowa | Kiki Bertens María José Martínez Sánchez Tamira Paszek Klára Zakopalová  |
| 17 września | GRC Bank Guangzhou International Women’s Open Guangzhou International Series | Hsieh Su-wei                         | 6:3, 5:7, 6:4        | Laura Robson                       | Sorana Cîrstea Urszula Radwańska       | Alizé Cornet Mathilde Johansson Peng Shuai Chanelle Scheepers            |
| 17 września | GRC Bank Guangzhou International Women’s Open Guangzhou International Series | Tamarine Tanasugarn Zhang Shuai      | 2:6, 6:2, 10-8       | Jarmila Gajdošová Monica Niculescu | Sorana Cîrstea Urszula Radwańska       | Alizé Cornet Mathilde Johansson Peng Shuai Chanelle Scheepers            |
| 24 września | Toray Pan Pacific Open Tokio Premier 5                                       | Nadieżda Pietrowa                    | 6:0, 1:6, 6:3        | Agnieszka Radwańska                | Angelique Kerber Samantha Stosur       | Wiktoryja Azaranka Sara Errani Marija Szarapowa Caroline Wozniacki       |
| 24 września | Toray Pan Pacific Open Tokio Premier 5                                       | Raquel Kops-Jones Abigail Spears     | 6:1, 6:4             | Anna-Lena Grönefeld Květa Peschke  | Angelique Kerber Samantha Stosur       | Wiktoryja Azaranka Sara Errani Marija Szarapowa Caroline Wozniacki       |
| 29 września | China Open Pekin Premier Mandatory                                           | Wiktoryja Azaranka                   | 6:3, 6:1             | Marija Szarapowa                   | Marion Bartoli Li Na                   | Angelique Kerber Romina Oprandi Agnieszka Radwańska Carla Suárez Navarro |
| 29 września | China Open Pekin Premier Mandatory                                           | Jekatierina Makarowa Jelena Wiesnina | 7:5, 7:5             | Nuria Llagostera Vives Sania Mirza | Marion Bartoli Li Na                   | Angelique Kerber Romina Oprandi Agnieszka Radwańska Carla Suárez Navarro |

## Październik
| Data            | Turniej                                                                | Zwyciężczynie                        | Wynik            | Finalistki                              | Półfinalistki                          | Ćwierćfinalistki                                                           |
| --------------- | ---------------------------------------------------------------------- | ------------------------------------ | ---------------- | --------------------------------------- | -------------------------------------- | -------------------------------------------------------------------------- |
| 8 października  | Generali Ladies Linz Linz International Series                         | Wiktoryja Azaranka                   | 6:3, 6:4         | Julia Görges                            | Irina-Camelia Begu Kirsten Flipkens    | Sofia Arvidsson Ana Ivanović Petra Martić Bethanie Mattek-Sands            |
| 8 października  | Generali Ladies Linz Linz International Series                         | Anna-Lena Grönefeld Květa Peschke    | 6:3, 6:4         | Julia Görges Barbora Záhlavová-Strýcová | Irina-Camelia Begu Kirsten Flipkens    | Sofia Arvidsson Ana Ivanović Petra Martić Bethanie Mattek-Sands            |
| 8 października  | HP Open Osaka International Series                                     | Heather Watson                       | 7:5, 5:7, 7:6(4) | Chang Kai-chen                          | Misaki Doi Samantha Stosur             | Jamie Hampton Pauline Parmentier Laura Robson Chanelle Scheepers           |
| 8 października  | HP Open Osaka International Series                                     | Raquel Kops-Jones Abigail Spears     | 6:1, 6:4         | Kimiko Date-Krumm Heather Watson        | Misaki Doi Samantha Stosur             | Jamie Hampton Pauline Parmentier Laura Robson Chanelle Scheepers           |
| 15 października | Kremlin Cup Moskwa Premier Series                                      | Caroline Wozniacki                   | 6:2, 4:6, 7:5    | Samantha Stosur                         | Sofia Arvidsson Ana Ivanović           | Dominika Cibulková Wiesna Dołonc Marija Kirilenko Klára Zakopalová         |
| 15 października | Kremlin Cup Moskwa Premier Series                                      | Jekatierina Makarowa Jelena Wiesnina | 6:3, 1:6, 10-8   | Marija Kirilenko Nadieżda Pietrowa      | Sofia Arvidsson Ana Ivanović           | Dominika Cibulková Wiesna Dołonc Marija Kirilenko Klára Zakopalová         |
| 15 października | BGL BNP Paribas Luxembourg Open Luksemburg International Series        | Venus Williams                       | 6:2, 6:3         | Monica Niculescu                        | Daniela Hantuchová Andrea Petković     | Lourdes Domínguez Lino Lucie Hradecká Ksienija Pierwak Roberta Vinci       |
| 15 października | BGL BNP Paribas Luxembourg Open Luksemburg International Series        | Andrea Hlaváčková Lucie Hradecká     | 6:3, 6:4         | Irina-Camelia Begu Monica Niculescu     | Daniela Hantuchová Andrea Petković     | Lourdes Domínguez Lino Lucie Hradecká Ksienija Pierwak Roberta Vinci       |
| 23 października | TEB BNP Paribas WTA Championships Stambuł Turniej Mistrzyń             | Serena Williams                      | 6:4, 6:3         | Marija Szarapowa                        | Wiktoryja Azaranka Agnieszka Radwańska | Sara Errani Angelique Kerber Petra Kvitová Li Na Samantha Stosur           |
| 23 października | TEB BNP Paribas WTA Championships Stambuł Turniej Mistrzyń             | Marija Kirilenko Nadieżda Pietrowa   | 6:1, 6:4         | Andrea Hlaváčková Lucie Hradecká        | Wiktoryja Azaranka Agnieszka Radwańska | Sara Errani Angelique Kerber Petra Kvitová Li Na Samantha Stosur           |
| 30 października | Qatar Airways Tournament Of Champions Sofia Sofia International Series | Nadieżda Pietrowa                    | 6:2, 6:1         | Caroline Wozniacki                      | Cwetana Pironkowa Roberta Vinci        | Sofia Arvidsson Daniela Hantuchová Hsieh Su-wei Marija Kirilenko Zheng Jie |

## Wielki Szlem
| Turniej         | Gra pojedyncza     | Gra podwójna                          | Gra mieszana                      |
| Australian Open | Wiktoryja Azaranka | Swietłana Kuzniecowa Wiera Zwonariowa | Bethanie Mattek-Sands Horia Tecău |
| French Open     | Marija Szarapowa   | Sara Errani Roberta Vinci             | Sania Mirza Mahesh Bhupathi       |
| Wimbledon       | Serena Williams    | Serena Williams Venus Williams        | Lisa Raymond Mike Bryan           |
| US Open         | Serena Williams    | Sara Errani Roberta Vinci             | Jekatierina Makarowa Bruno Soares |

## Wygrane turnieje
Stan na koniec sezonu.

### Gra pojedyncza – klasyfikacja tenisistek
| Lp. | Wygrane | Tenisistka           | Państwo           |
| 1   | 7       | Serena Williams      | Stany Zjednoczone |
| 2   | 6       | Wiktoryja Azaranka   | Białoruś          |
| 3   | 4       | Sara Errani          | Włochy            |
| 4   | 3       | Agnieszka Radwańska  | Polska            |
|     | 3       | Marija Szarapowa     | Rosja             |
|     | 3       | Nadieżda Pietrowa    | Rosja             |
| 5   | 2       | Angelique Kerber     | Niemcy            |
|     | 2       | Kaia Kanepi          | Estonia           |
|     | 2       | Petra Kvitová        | Czechy            |
|     | 2       | Hsieh Su-wei         | Chińskie Tajpej   |
|     | 2       | Caroline Wozniacki   | Dania             |
| 6   | 1       | Zheng Jie            | Chiny             |
|     | 1       | Mona Barthel         | Niemcy            |
|     | 1       | Daniela Hantuchová   | Słowacja          |
|     | 1       | Lara Arruabarrena    | Hiszpania         |
|     | 1       | Sofia Arvidsson      | Szwecja           |
|     | 1       | Kiki Bertens         | Holandia          |
|     | 1       | Francesca Schiavone  | Włochy            |
|     | 1       | Melanie Oudin        | Stany Zjednoczone |
|     | 1       | Alizé Cornet         | Francja           |
|     | 1       | Tamira Paszek        | Austria           |
|     | 1       | Dominika Cibulková   | Słowacja          |
|     | 1       | Polona Hercog        | Słowenia          |
|     | 1       | Bojana Jovanovski    | Serbia            |
|     | 1       | Magdaléna Rybáriková | Słowacja          |
|     | 1       | Li Na                | Chiny             |
|     | 1       | Roberta Vinci        | Włochy            |
|     | 1       | Irina-Camelia Begu   | Rumunia           |
|     | 1       | Kirsten Flipkens     | Belgia            |
|     | 1       | Heather Watson       | Wielka Brytania   |
|     | 1       | Venus Williams       | Stany Zjednoczone |

### Gra pojedyncza – klasyfikacja państw
| Lp. | Państwo           | Turnieje |
| 1   | Stany Zjednoczone | 9        |
| 2   | Włochy            | 6        |
|     | Białoruś          | 6        |
|     | Rosja             | 6        |
| 3   | Niemcy            | 3        |
|     | Polska            | 3        |
|     | Słowacja          | 3        |
| 4   | Estonia           | 2        |
|     | Chiny             | 2        |
|     | Czechy            | 2        |
|     | Chińskie Tajpej   | 2        |
|     | Dania             | 2        |
| 5   | Hiszpania         | 1        |
|     | Szwecja           | 1        |
|     | Węgry             | 1        |
|     | Holandia          | 1        |
|     | Francja           | 1        |
|     | Austria           | 1        |
|     | Słowenia          | 1        |
|     | Rumunia           | 1        |
|     | Belgia            | 1        |
|     | Wielka Brytania   | 1        |

### Gra podwójna – klasyfikacja tenisistek
| Lp. | Wygrane | Tenisistka                  | Państwo           |
| 1   | 8       | Sara Errani                 | Włochy            |
|     | 8       | Roberta Vinci               | Włochy            |
| 2   | 5       | Liezel Huber                | Stany Zjednoczone |
|     | 5       | Lisa Raymond                | Stany Zjednoczone |
| 3   | 4       | Raquel Kops-Jones           | Stany Zjednoczone |
|     | 4       | Abigail Spears              | Stany Zjednoczone |
|     | 4       | Andrea Hlaváčková           | Czechy            |
|     | 4       | Lucie Hradecká              | Czechy            |
| 4   | 2       | Aleksandra Panowa           | Rosja             |
|     | 2       | Chuang Chia-jung            | Chińskie Tajpej   |
|     | 2       | Sania Mirza                 | Indie             |
|     | 2       | Nuria Llagostera Vives      | Hiszpania         |
|     | 2       | Barbora Záhlavová-Strýcová  | Czechy            |
|     | 2       | Chang Kai-chen              | Chińskie Tajpej   |
|     | 2       | Serena Williams             | Stany Zjednoczone |
|     | 2       | Venus Williams              | Stany Zjednoczone |
|     | 2       | Klaudia Jans-Ignacik        | Polska            |
|     | 2       | Marina Erakovic             | Nowa Zelandia     |
|     | 2       | Heather Watson              | Wielka Brytania   |
|     | 2       | Kristina Mladenovic         | Francja           |
|     | 2       | Zhang Shuai                 | Chiny             |
|     | 2       | Květa Peschke               | Czechy            |
|     | 2       | Jekatierina Makarowa        | Rosja             |
|     | 2       | Jelena Wiesnina             | Rosja             |
|     | 2       | Marija Kirilenko            | Rosja             |
|     | 2       | Nadieżda Pietrowa           | Rosja             |
| 5   | 1       | Arantxa Parra Santonja      | Hiszpania         |
|     | 1       | Katarina Srebotnik          | Słowenia          |
|     | 1       | Irina-Camelia Begu          | Rumunia           |
|     | 1       | Monica Niculescu            | Rumunia           |
|     | 1       | Swietłana Kuzniecowa        | Rosja             |
|     | 1       | Wiera Zwonariowa            | Rosja             |
|     | 1       | Anastasija Rodionowa        | Australia         |
|     | 1       | Eva Birnerová               | Czechy            |
|     | 1       | Anastasija Pawluczenkowa    | Rosja             |
|     | 1       | Lucie Šafářová              | Czechy            |
|     | 1       | Kimiko Date-Krumm           | Japonia           |
|     | 1       | Rika Fujiwara               | Japonia           |
|     | 1       | Iveta Benešová              | Czechy            |
|     | 1       | Petra Cetkovská             | Czechy            |
|     | 1       | Janette Husárová            | Słowacja          |
|     | 1       | Magdaléna Rybáriková        | Słowacja          |
|     | 1       | Bethanie Mattek-Sands       | Stany Zjednoczone |
|     | 1       | Wolha Hawarcowa             | Białoruś          |
|     | 1       | Tímea Babos                 | Węgry             |
|     | 1       | Hsieh Su-wei                | Chińskie Tajpej   |
|     | 1       | Jill Craybas                | Stany Zjednoczone |
|     | 1       | Julia Görges                | Niemcy            |
|     | 1       | María José Martínez Sánchez | Hiszpania         |
|     | 1       | Renata Voráčová             | Czechy            |
|     | 1       | Catalina Castaño            | Kolumbia          |
|     | 1       | Mariana Duque Mariño        | Kolumbia          |
|     | 1       | Iryna Buriaczok             | Ukraina           |
|     | 1       | Walerija Sołowjowa          | Rosja             |
|     | 1       | Shūko Aoyama                | Japonia           |
|     | 1       | Paula Kania                 | Polska            |
|     | 1       | Palina Piechawa             | Białoruś          |
|     | 1       | Tatjana Malek               | Niemcy            |
|     | 1       | Tamarine Tanasugarn         | Tajlandia         |
|     | 1       | Anna-Lena Grönefeld         | Niemcy            |

### Gra podwójna – klasyfikacja państw
| Lp. | Państwo           | Turnieje |
| 1   | Stany Zjednoczone | 24       |
| 2   | Czechy            | 17       |
| 3   | Włochy            | 16       |
| 4   | Rosja             | 14       |
| 5   | Chińskie Tajpej   | 5        |
| 6   | Hiszpania         | 4        |
| 7   | Japonia           | 3        |
|     | Polska            | 3        |
|     | Niemcy            | 3        |
| 8   | Rumunia           | 2        |
|     | Słowacja          | 2        |
|     | Indie             | 2        |
|     | Kolumbia          | 2        |
|     | Nowa Zelandia     | 2        |
|     | Wielka Brytania   | 2        |
|     | Białoruś          | 2        |
|     | Francja           | 2        |
|     | Chiny             | 2        |
| 9   | Słowenia          | 1        |
|     | Australia         | 1        |
|     | Węgry             | 1        |
|     | Tajlandia         | 1        |

### Ogólna klasyfikacja tenisistek
| Lp. | Tenisistka                  | Singel | Debel | Mikst | Suma |
| 1   | Serena Williams             | 7      | 2     | 0     | 9    |
| 2   | Wiktoryja Azaranka          | 6      | 0     | 1     | 7    |
| 3   | Sara Errani                 | 4      | 8     | 0     | 12   |
| 4   | Nadieżda Pietrowa           | 3      | 2     | 0     | 5    |
| 5   | Agnieszka Radwańska         | 3      | 0     | 0     | 3    |
|     | Marija Szarapowa            | 3      | 0     | 0     | 3    |
| 6   | Hsieh Su-wei                | 2      | 1     | 0     | 3    |
| 7   | Angelique Kerber            | 2      | 0     | 0     | 2    |
|     | Kaia Kanepi                 | 2      | 0     | 0     | 2    |
|     | Petra Kvitová               | 2      | 0     | 0     | 2    |
|     | Caroline Wozniacki          | 2      | 0     | 0     | 2    |
| 8   | Roberta Vinci               | 1      | 8     | 0     | 9    |
| 9   | Heather Watson              | 1      | 2     | 0     | 3    |
|     | Venus Williams              | 1      | 2     | 0     | 3    |
| 10  | Tímea Babos                 | 1      | 1     | 0     | 2    |
|     | Magdaléna Rybáriková        | 1      | 1     | 0     | 2    |
|     | Irina-Camelia Begu          | 1      | 1     | 0     | 2    |
| 11  | Zheng Jie                   | 1      | 0     | 0     | 1    |
|     | Mona Barthel                | 1      | 0     | 0     | 1    |
|     | Daniela Hantuchová          | 1      | 0     | 0     | 1    |
|     | Lara Arruabarrena           | 1      | 0     | 0     | 1    |
|     | Sofia Arvidsson             | 1      | 0     | 0     | 1    |
|     | Kiki Bertens                | 1      | 0     | 0     | 1    |
|     | Francesca Schiavone         | 1      | 0     | 0     | 1    |
|     | Melanie Oudin               | 1      | 0     | 0     | 1    |
|     | Alizé Cornet                | 1      | 0     | 0     | 1    |
|     | Tamira Paszek               | 1      | 0     | 0     | 1    |
|     | Dominika Cibulková          | 1      | 0     | 0     | 1    |
|     | Polona Hercog               | 1      | 0     | 0     | 1    |
|     | Bojana Jovanovski           | 1      | 0     | 0     | 1    |
|     | Li Na                       | 1      | 0     | 0     | 1    |
| 12  | Lisa Raymond                | 0      | 5     | 1     | 6    |
| 13  | Liezel Huber                | 0      | 5     | 0     | 5    |
| 14  | Raquel Kops-Jones           | 0      | 4     | 0     | 4    |
|     | Abigail Spears              | 0      | 4     | 0     | 4    |
|     | Andrea Hlaváčková           | 0      | 4     | 0     | 4    |
|     | Lucie Hradecká              | 0      | 4     | 0     | 4    |
| 15  | Sania Mirza                 | 0      | 2     | 1     | 3    |
|     | Jekatierina Makarowa        | 0      | 2     | 1     | 3    |
| 16  | Aleksandra Panowa           | 0      | 2     | 0     | 2    |
|     | Chuang Chia-jung            | 0      | 2     | 0     | 2    |
|     | Nuria Llagostera Vives      | 0      | 2     | 0     | 2    |
|     | Barbora Záhlavová-Strýcová  | 0      | 2     | 0     | 2    |
|     | Chang Kai-chen              | 0      | 2     | 0     | 2    |
|     | Klaudia Jans-Ignacik        | 0      | 2     | 0     | 2    |
|     | Marina Erakovic             | 0      | 2     | 0     | 2    |
|     | Kristina Mladenovic         | 0      | 2     | 0     | 2    |
|     | Zhang Shuai                 | 0      | 2     | 0     | 2    |
|     | Květa Peschke               | 0      | 2     | 0     | 2    |
|     | Jelena Wiesnina             | 0      | 2     | 0     | 2    |
|     | Marija Kirilenko            | 0      | 2     | 0     | 2    |
| 17  | Bethanie Mattek-Sands       | 0      | 1     | 1     | 2    |
| 18  | Arantxa Parra Santonja      | 0      | 1     | 0     | 1    |
|     | Katarina Srebotnik          | 0      | 1     | 0     | 1    |
|     | Monica Niculescu            | 0      | 1     | 0     | 1    |
|     | Swietłana Kuzniecowa        | 0      | 1     | 0     | 1    |
|     | Wiera Zwonariowa            | 0      | 1     | 0     | 1    |
|     | Anastasija Rodionowa        | 0      | 1     | 0     | 1    |
|     | Eva Birnerová               | 0      | 1     | 0     | 1    |
|     | Anastasija Pawluczenkowa    | 0      | 1     | 0     | 1    |
|     | Lucie Šafářová              | 0      | 1     | 0     | 1    |
|     | Kimiko Date-Krumm           | 0      | 1     | 0     | 1    |
|     | Rika Fujiwara               | 0      | 1     | 0     | 1    |
|     | Iveta Benešová              | 0      | 1     | 0     | 1    |
|     | Petra Cetkovská             | 0      | 1     | 0     | 1    |
|     | Janette Husárová            | 0      | 1     | 0     | 1    |
|     | Wolha Hawarcowa             | 0      | 1     | 0     | 1    |
|     | Jill Craybas                | 0      | 1     | 0     | 1    |
|     | Julia Görges                | 0      | 1     | 0     | 1    |
|     | María José Martínez Sánchez | 0      | 1     | 0     | 1    |
|     | Renata Voráčová             | 0      | 1     | 0     | 1    |
|     | Catalina Castaño            | 0      | 1     | 0     | 1    |
|     | Mariana Duque Mariño        | 0      | 1     | 0     | 1    |
|     | Iryna Buriaczok             | 0      | 1     | 0     | 1    |
|     | Walerija Sołowjowa          | 0      | 1     | 0     | 1    |
|     | Shūko Aoyama                | 0      | 1     | 0     | 1    |
|     | Paula Kania                 | 0      | 1     | 0     | 1    |
|     | Palina Piechawa             | 0      | 1     | 0     | 1    |
|     | Tatjana Malek               | 0      | 1     | 0     | 1    |
|     | Tamarine Tanasugarn         | 0      | 1     | 0     | 1    |
|     | Anna-Lena Grönefeld         | 0      | 1     | 0     | 1    |

### Ogólna klasyfikacja państw
| Lp. | Państwo           | Singel | Debel | Mikst | Suma |
| 1   | Stany Zjednoczone | 9      | 24    | 2     | 35   |
| 2   | Włochy            | 6      | 16    | 0     | 22   |
| 3   | Rosja             | 6      | 14    | 1     | 21   |
| 4   | Białoruś          | 6      | 2     | 1     | 9    |
| 5   | Polska            | 3      | 3     | 0     | 6    |
|     | Niemcy            | 3      | 3     | 0     | 6    |
| 6   | Słowacja          | 3      | 2     | 0     | 5    |
| 7   | Czechy            | 2      | 17    | 0     | 19   |
| 8   | Chińskie Tajpej   | 2      | 5     | 0     | 6    |
| 9   | Chiny             | 2      | 2     | 0     | 4    |
| 10  | Estonia           | 2      | 0     | 0     | 2    |
|     | Dania             | 2      | 0     | 0     | 2    |
| 11  | Hiszpania         | 1      | 4     | 0     | 5    |
| 12  | Francja           | 1      | 2     | 0     | 3    |
|     | Wielka Brytania   | 1      | 2     | 0     | 3    |
| 13  | Węgry             | 1      | 1     | 0     | 2    |
|     | Słowenia          | 1      | 1     | 0     | 2    |
| 14  | Szwecja           | 1      | 0     | 0     | 1    |
|     | Austria           | 1      | 0     | 0     | 1    |
|     | Serbia            | 1      | 0     | 0     | 1    |
|     | Belgia            | 1      | 0     | 0     | 1    |
| 15  | Japonia           | 0      | 3     | 0     | 3    |
|     | Rumunia           | 0      | 3     | 0     | 3    |
| 16  | Indie             | 0      | 2     | 1     | 3    |
| 17  | Kolumbia          | 0      | 2     | 0     | 2    |
|     | Nowa Zelandia     | 0      | 2     | 0     | 2    |
| 18  | Australia         | 0      | 1     | 0     | 1    |
|     | Ukraina           | 0      | 1     | 0     | 1    |
|     | Tajlandia         | 0      | 1     | 0     | 1    |

## Obronione tytuły
- Daniela Hantuchová – Pattaya (singel)
- Liezel Huber – Dubaj (debel)
- Marija Szarapowa – Rzym (singel)
- Serena Williams – Stanford (singel), igrzyska olimpijskie (debel)
- Polona Hercog – Båstad (singel)
- Venus Williams – igrzyska olimpijskie (debel)